# موسيقى ماين كرافت
تم تأليف موسيقى لعبة الفيديو Minecraft بشكل أساسي من قبل الموسيقي الألماني دانيال روزنفيلد، المعروف باسم C418. في إصدارات وحدة التحكم القديمة من اللعبة، هناك 12 أغنية

## خلفية
في حلقة نقاشية في MineCon في عام 2012، صرح روزنفيلد أنه كان لديه اهتمام طويل الأمد بألعاب الفيديو، وشارك في العديد من مجتمعات ألعاب الفيديو. التقى ماركوس بيرسون في دردشة عبر الإنترنت (IRC)، وبدأ في تأليف الموسيقى لماين كرافت عندما كانت اللعبة في مراحلها الأولى كعرض تقني. شارك الاثنان الاهتمام في Aphex Twin ، وتبادلا مشاريع بعضهما البعض. أعجب كلاهما بعمل الآخر، وفي النهاية اختار بيرسون ربط موسيقى روزنفيلد بلعبته.

## إطلاق
اقترح داني بارانوفسكي سابقًا أن يقوم روزنفيلد بتحميل موسيقاه على منصة الموسيقى على الإنترنت Bandcamp. في 4 مارس 2011، أصدر روزنفيلد أول ألبوم صوتي للعبة، Minecraft - Volume Alpha ، على حساب Bandcamp الخاص به. تم إصدار الألبوم لاحقًا على خدمات التنزيل الرقمية الأخرى. في 9 نوفمبر 2013، أصدر روزنفيلد الألبوم الثاني للموسيقى التصويرية Minecraft - Volume Beta. في 21 أغسطس 2015، تم إصدار إصدار مادي من Minecraft - Volume Alpha ، يتكون من أقراص مضغوطة، وفينيل أسود، وإصدار محدود من الفينيل الأخضر الشفاف LPs ، من قبل شركة Ghostly International الإلكترونية الشهيرة.
في عام 2014، تلقت إصدارات وحدة التحكم من Minecraft محتوى قابل للتنزيل يحتوي على موسيقى ذات طابع عطلة، والتي قام بتأليفها أيضًا روزنفيلد.

### ماين كرافت - حجم ألفا
في 4 مارس 2011، أصدرت C418 Minecraft - Volume Alpha ، أول ألبوم صوتي لماين كرافت، وألبومه الثامن بشكل عام. يشتمل الألبوم على معظم الموسيقى الموجودة في اللعبة، بالإضافة إلى الموسيقى الأخرى المضمنة في المقطورات والآلات الموسيقية التي لم يتم تضمينها في الإصدار النهائي للعبة. حول موضوع الأغاني في Minecraft - Volume Alpha ، صرح روزنفيلد:

قوبل الألبوم بتعليقات إيجابية، حيث أشاد آندي كيلمان من AllMusic بقيمة إعادة تشغيله، مشيرًا إلى أنه «لا يتم نطق أي من العناصر المتكررة أو بسيطة بما يكفي لإرهاقها من التشغيل المتكرر»
| #   | عنوان               | المدة |
| --- | ------------------- | ----- |
| 1.  | "Key"               | 1:05  |
| 2.  | "Door"              | 1:51  |
| 3.  | "Subwoofer Lullaby" | 3:28  |
| 4.  | "Death"             | 0:41  |
| 5.  | "Living Mice"       | 2:57  |
| 6.  | "Moog City"         | 2:40  |
| 7.  | "Haggstrom"         | 3:24  |
| 8.  | "Minecraft"         | 4:14  |
| 9.  | "Oxygène"           | 1:05  |
| 10. | "Équinoxe"          | 1:54  |

| #  | عنوان               | المدة |
| -- | ------------------- | ----- |
| 1. | "Subwoofer Lullaby" | 3:28  |
| 2. | "Living Mice"       | 2:57  |
| 3. | "Moog City"         | 2:40  |
| 4. | "Haggstrom"         | 3:24  |
| 5. | "Minecraft"         | 4:14  |
| 6. | "Clark"             | 3:11  |

| #  | عنوان           | المدة |
| -- | --------------- | ----- |
| 1. | "Mice on Venus" | 4:41  |
| 2. | "Dry Hands"     | 1:08  |
| 3. | "Wet Hands"     | 1:30  |
| 4. | "Sweden"        | 3:35  |
| 5. | "Cat"           | 3:06  |
| 6. | "Danny"         | 4:14  |

### ماين كرافت - حجم بيتا
في 9 نوفمبر 2013، أصدرت C418 Minecraft - Volume Beta ، الألبوم الثاني لموسيقى Minecraft ، وألبومه الثالث عشر بشكل عام. يتضمن الألبوم موسيقى جديدة تمت إضافتها إلى اللعبة بعد إصدار Minecraft - Volume Alpha ، بالإضافة إلى موسيقى أخرى حصرية للألبوم. تتكون المسارات من 20 إلى 29 من الصوت من 10 من 13 «أقراص موسيقى» داخل اللعبة يمكن للاعبين العثور عليها. الألبوم له نغمة أعمق بشكل عام من سابقتها؛ يدعي روزنفيلد أن «النبرة أكثر إيجابية وفي بعض الأحيان قاتمة للغاية».
أصدر روزنفيلد الألبوم بنفسه تمامًا، وظهر على مخطط Billboard Dance / Electronic Album ، وبلغ ذروته في المرتبة 14.

### Minecraft: تحديث nether
تم إنتاج EP بواسطة Lena Raine بعنوان Minecraft: Nether Update في 14 يونيو 2020. يحتوي EP على خمسة مسارات تم تقديمها في تحديث 1.16 لـ Minecraft. طلبت Mojang في الأصل من Raine مقطعًا صوتيًا تجريبيًا استنادًا إلى ألبومها السابق Oneknowing. شعرت رين في البداية بالخوف بسبب استحسان كبير في نتيجة المباراة. استفادت راين من إمكانية الوصول إلى اللعبة بالفعل. تم تزويد Raine بمسارات متكررة لمدة ثلاث دقائق كعينات لما سيقدمه Nether. استخدمت Raine المقطوعات لإلهام تكوين الأغاني بشكل أكبر وكان يهدف إلى جعلها تبدو كما لو كانت الأغنية تخرج من المسارات المحيطة. لاحظت Raine أن أحد الأدوات الأساسية المستخدمة لموسيقى Minecraft هو البيانو وتحدت نفسها لاستخدام البيانو وتعديل الصوت لجعله يبدو وكأنه شيء آخر تمامًا.

### ألبوم C418 القادم
في عام 2015، ألمح روزنفيلد إلى ألبوم ثالث قادم محتمل لموسيقى Minecraft الموسيقية، قائلاً «سأستمر في العمل على Minecraft ، لذلك من المحتمل أن يكون هناك ألبوم آخر». في عام 2017، أكد روزنفيلد الإصدار المستقبلي، مدعيًا أن الألبوم «لا يزال بعيد المنال».
ببعد تحديث "Update Aquatic" لعام 2018، تمت إضافة ثلاث أغانٍ جديدة إلى اللعبة كموسيقى تحت الماء. أصدر روزنفيلد هذه الأغاني - "Dragon Fish" و "Shuniji" و "Axolotl" - على التوالي في 9 أغسطس و 10 نوفمبر و 12 ديسمبر 2018 على Spotify كأغاني فردية. سيتم تضمينهم جميعًا في الألبوم الثالث. [بحاجة لمصدر] أكد روزنفيلد على تويتر أن الألبوم الثالث لن يسمى "Volume Gamma" وسيكون أطول من الألبومين السابقين مجتمعين (والذي يبلغ إجماليه أكثر من ثلاث ساعات و 18 دقيقة).
في 8 يناير 2021، سُئل روزنفيلد في مقابلة مع أنتوني فانتانو عما إذا كان لا يزال هناك مجلد ثالث من الموسيقى التصويرية في الأعمال أم لا. أجاب روزنفيلد قائلاً «لدي شيء، أعتبره قد انتهى، لكن الأمور أصبحت معقدة خاصة وأن Minecraft أصبحت الآن ملكية كبيرة. لذلك لا أعرف».

## ديسكغرفي
Minecraft - تم إصدار Volume Alpha لأول مرة على حساب Rosenfeld's Bandcamp ، وتم إصداره لاحقًا على خدمات التنزيل الرقمية الأخرى. في 21 أغسطس 2015، أصدرت Ghostly International إصدارًا فعليًا للألبوم، يتكون من قرص مضغوط وفينيل. Minecraft - تم إصدار Volume Beta ذاتيًا بالكامل بواسطة Rosenfeld ، وتم إصداره على حساب Bandcamp الخاص به وخدمات التنزيل الرقمية الأخرى في 9 نوفمبر 2013.
| البوم                 | منطقة                | تاريخ         | شكل                       | ملصق               | Ref.  |
| --------------------- | -------------------- | ------------- | ------------------------- | ------------------ | ----- |
| ماين كرافت - حجم ألفا | في جميع أنحاء العالم | 4 مارس 2011   | التنزيل الرقمي (Bandcamp) | لا شيء (صدر ذاتيًا) | [ 1 ] |
| ماين كرافت - حجم ألفا | في جميع أنحاء العالم | 4 مارس 2011   | تحميل الرقمي              | لا شيء (صدر ذاتيًا) | [ 2 ] |
| ماين كرافت - حجم ألفا | في جميع أنحاء العالم | 21 أغسطس 2015 | قرص مضغوط                 | شبحي الدولية       |       |
| ماين كرافت - حجم ألفا | في جميع أنحاء العالم | 21 أغسطس 2015 | فينيل (قياسي)             | شبحي الدولية       |       |
| ماين كرافت - حجم ألفا | في جميع أنحاء العالم | 21 أغسطس 2015 | فينيل (أخضر)              | شبحي الدولية       |       |
| ماين كرافت - حجم بيتا | في جميع أنحاء العالم | 9 نوفمبر 2013 | التنزيل الرقمي (Bandcamp) | لا شيء (صدر ذاتيًا) | [ 3 ] |
| ماين كرافت - حجم بيتا | في جميع أنحاء العالم | 9 نوفمبر 2013 | تحميل الرقمي              | لا شيء (صدر ذاتيًا) | [ 4 ] |
| ماين كرافت - حجم بيتا | في جميع أنحاء العالم | 14 أغسطس 2020 | قرص مضغوط                 | شبحي الدولية       |       |
| ماين كرافت - حجم بيتا | في جميع أنحاء العالم | 14 أغسطس 2020 | فينيل                     | شبحي الدولية       |       |

## استقبال
أشاد النقاد بتكوين الموسيقى التصويرية البسيط والحزين. فيما يتعلق بموضوع بساطتها الموسيقية، صرح روزنفيلد أنه «لا مفر منه»، لأن «ماين كرافت لديها محرك صوت رهيب». تمت مقارنة أسلوب الموسيقى المحيط بالموسيقى التصويرية بأعمال Brian Eno و Erik Satie و Aphex Twin و Vangelis. في عام 2018، وصف The Boar تأليف الموسيقى التصويرية بأنه «حنين في أنقى صوره».

### الرسوم البيانية
| جدول                                     | قمة </br> وضع |
| ---------------------------------------- | ------------- |
| رقص أمريكي / ألبومات إلكترونية (بيلبورد) | 14            |